# U.S. Men's Clay Court Championships 1971
L'U.S. Men's Clay Court Championships 1971 è stato un torneo di tennis giocato sulla terra. È stata la 61ª edizione del U.S. Men's Clay Court Championships, che fa parte del Pepsi-Cola Grand Prix 1971. Si è giocato a Indianapolis negli Stati Uniti dal 9 al 15 agosto 1971.

## Campioni

### Singolare
Željko Franulović ha battuto in finale  Cliff Richey con il punteggio di 6–3, 6–4, 0–6, 6–3

### Doppio
Željko Franulović /  Jan Kodeš hanno battuto in finale  Clark Graebner /  Erik Van Dillen con il punteggio di 7–6, 5–7, 6–3